# Callistomyia horni
Callistomyia horni är en tvåvingeart som beskrevs av Friedrich Georg Hendel 1928. Callistomyia horni ingår i släktet Callistomyia och familjen borrflugor. Inga underarter finns listade.